# Bellingen (Nouvelle-Galles du Sud)
 (mai 2018).
Si vous disposez d'ouvrages ou d'articles de référence ou si vous connaissez des sites web de qualité traitant du thème abordé ici, merci de compléter l'article en donnant les références utiles à sa vérifiabilité et en les liant à la section « Notes et références ».
Pour les articles homonymes, voir Bellingen.
Bellingen (2 876 habitants) est une petite ville du Nord de la Nouvelle-Galles du Sud, en Australie dans le comté de Bellingen de part et d'autre de la Bellingen River.